# Latium

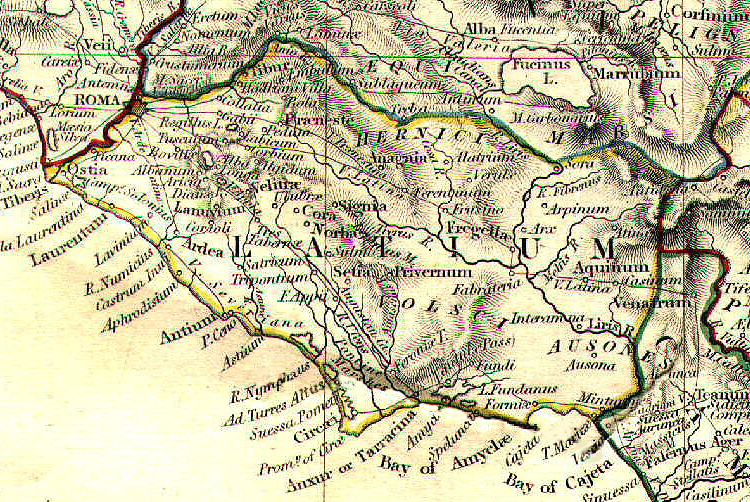
Ricostruzione dell'antico Latium, vale a dire del Latium vetus (dal Tevere al Circeo) e del Latium adiectum (dal Circeo al Liri).

Il Latium (Lătĭŭm, in italiano Lazio) fu una regione storico-geografica costituita in origine (Latium vetus) da una parte limitata dell'attuale regione Lazio, compresa tra il corso inferiore del Tevere (che lo divideva dai territori etruschi dell'Etruria), il mar Tirreno, le paludi pontine e i monti Sabini. Tale territorio costituiva la patria degli antichi Latini. In seguito il suo territorio si estese temporaneamente verso sud (Latium adiectum) fin oltre il fiume Garigliano (presso la città di Sinuessa) che lo divideva dalla Campania, e fino alla città di Casinum, odierna Cassino, a sud nell'interno, limitato dalla costa tirrenica e esteso sulle propaggini degli Appennini verso l'interno, fino al Sannio; tali territori erano però abitati da popolazioni diverse (Volsci, Equi, Ernici, Aurunci). A partire dall'epoca imperiale il Latium fu annesso dapprima alla Regio I Latium et Campania, poi (IV secolo) alla provincia di Campania, avente per capoluogo Capua.

## Territorio

### Latium vetuseadiectum
I Latini, in particolare, si insediarono nella zona che prima essi e poi i Romani chiamarono Latium vetus (o Latium antiquum, ossia "Lazio antico"), il "vero" Lazio, che da loro prendeva nome. Tale regione comprendeva i territori compresi lungo la costa tirrenica (per 50 miglia) dal fiume Tevere al Circeo. Confinava, pertanto, a nord con l'Etruria, ad est dagli Appennini, dal mare ad occidente ed a sud dai Volsci.
Nella più ampia regione verso sud-est (anch'essa denominata Latium), che andava dai confini del Latium vetus (dal Tevere al Circeo) fino alla Campania ed al fiume Liri (presso Sinuessa), ugualmente limitata sul lato interno dagli Appennini, si stabilirono invece Volsci, Osci ed Ausoni. Questa zona eterogenea fu in seguito chiamata dai Romani Latium adiectum, ossia Lazio "aggiunto", perché era un territorio che essi avevano aggregato in seguito alle loro progressive conquiste verso sud. Anche nell'entroterra, inizialmente, non occupava molto territorio, ma con il tempo si estese fino alla Campania, ai Sanniti, ai Peligni ed a altre popolazioni che abitavano l'Appennino.
Anche in queste zone si svilupparono già in età molto arcaica numerosi centri abitati, che, soprattutto nelle zone di confine tra Volsci e Latini, furono spesso teatro di conflitti tra i due popoli (specie durante la grande crisi del V secolo a.C., nei primi decenni della repubblica romana) e passarono più volte di mano da una popolazione all'altra.

### Regio I
Le due regioni storico-geografiche entrarono in seguito a far parte, insieme alla Campania, della Regio prima (più tardi nota con il nome di Latium et Campania) nella suddivisione territoriale e amministrativa della penisola italiana stabilita dalle riforme di Augusto. In età imperiale il Lazio era ormai percepito come un'entità unica, mentre restava netta la distinzione rispetto alla Campania, con il confine fissato al fiume Garigliano.

## Storia

### La conquista da parte di Roma
Solamente a partire dalla fine del V secolo a.C., i successivi ampliamenti della conquista romana verso il resto del Lazio e poi verso l'Italia, non previdero più la distruzione del centro assoggettato, ma solo la sua annessione politica in diverse forme. Queste città conquistate in epoca più recente diventarono municipia, sia "optimo iure" che "latini nominis", restando talvolta città importanti fino alla piena età storica, e alcune anche oltre, fino a oggi. È il caso ad esempio di Anxur (Terracina), Tibur (Tivoli), Capenas (Capena),  Nomentum (Mentana), Praeneste (Palestrina), Lanuvium (Lanuvio), Velitrae (Velletri), Gabii, Ardea, Aricia (Ariccia), Tusculum (presso Frascati), Setia (Sezze) e anche di Lavinium, di cui però rimase attiva e frequentata ancora in età imperiale solo l'area sacra.

## Mappe varie

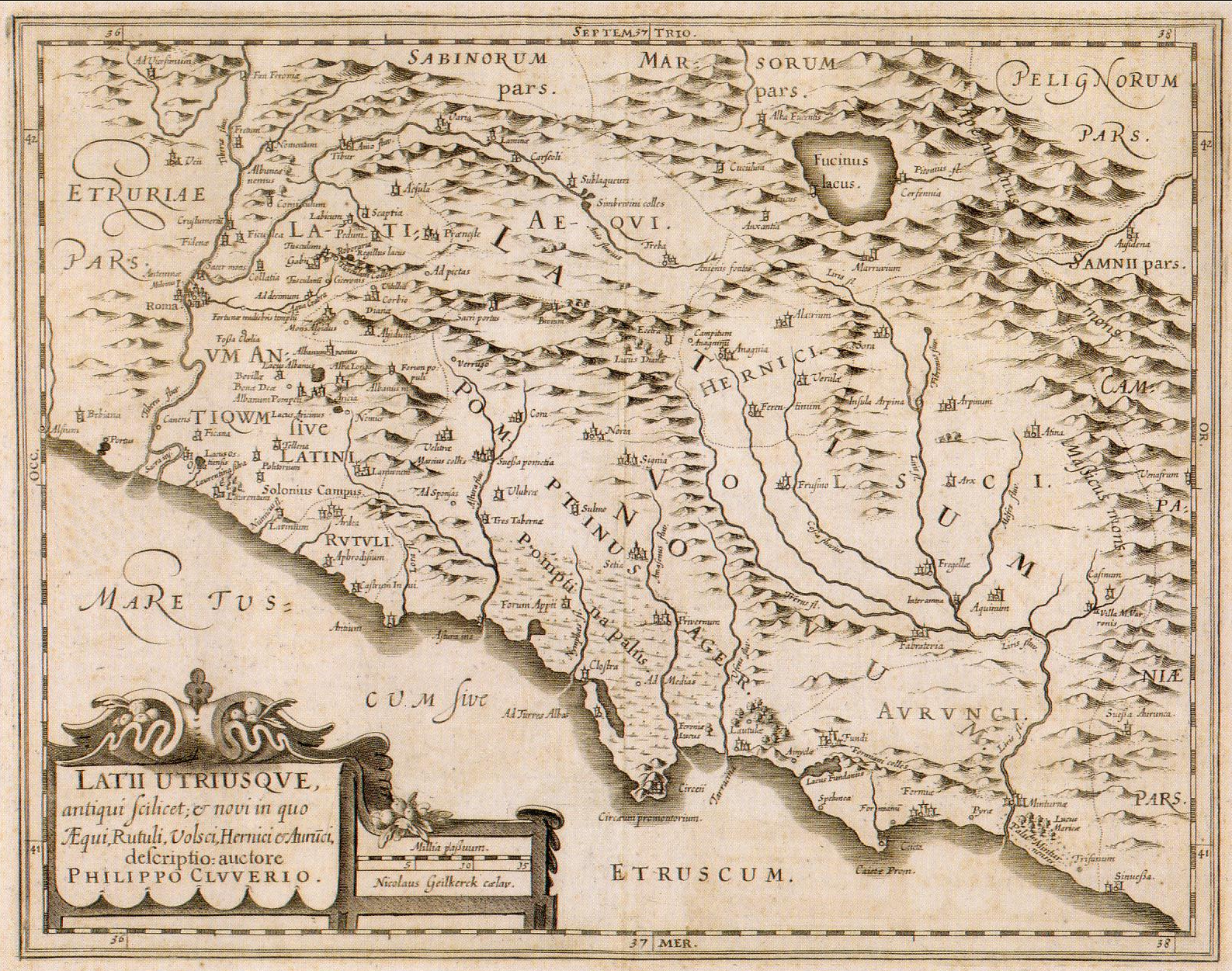
Filippo Cluverio, Latium Utriusque, 1624
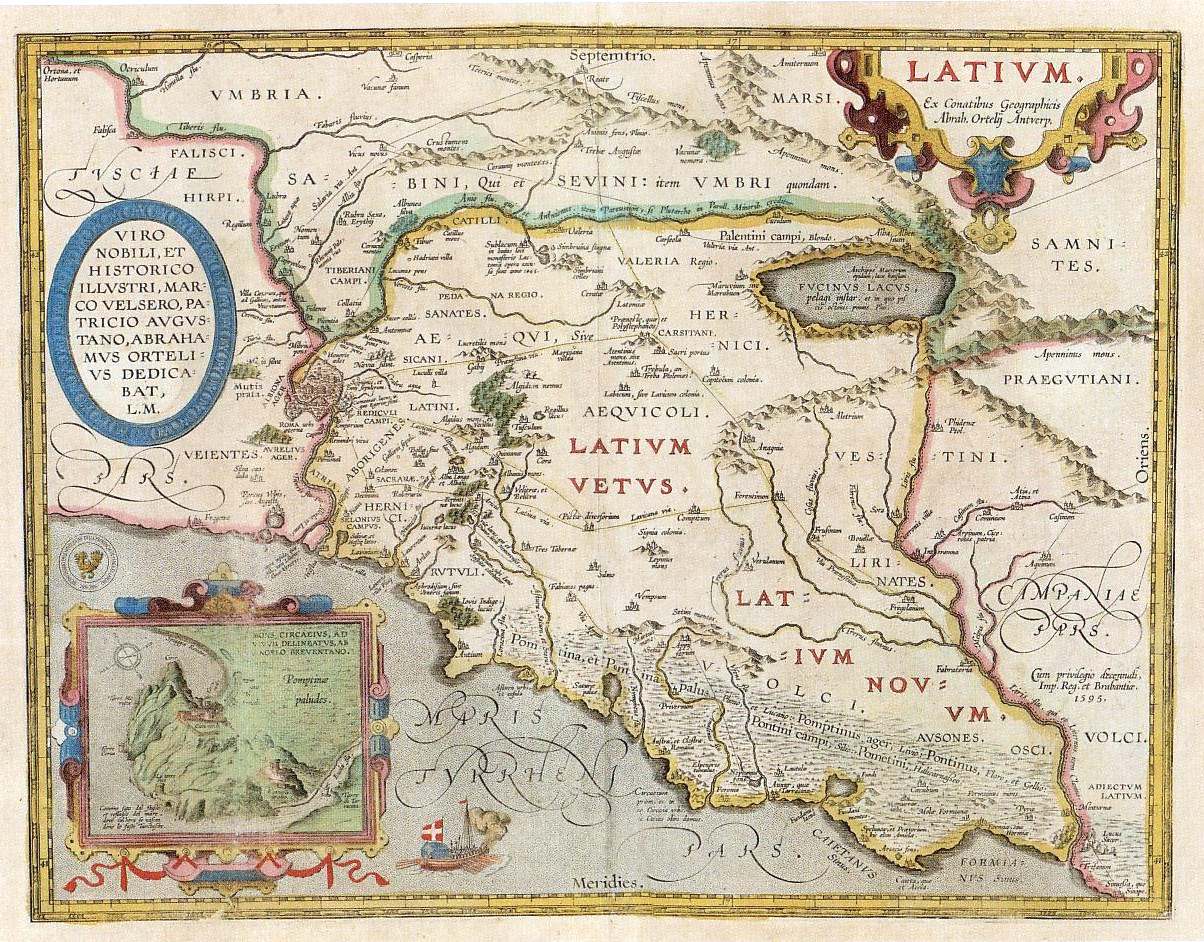
Abramo Ortelio, Latium, 1595
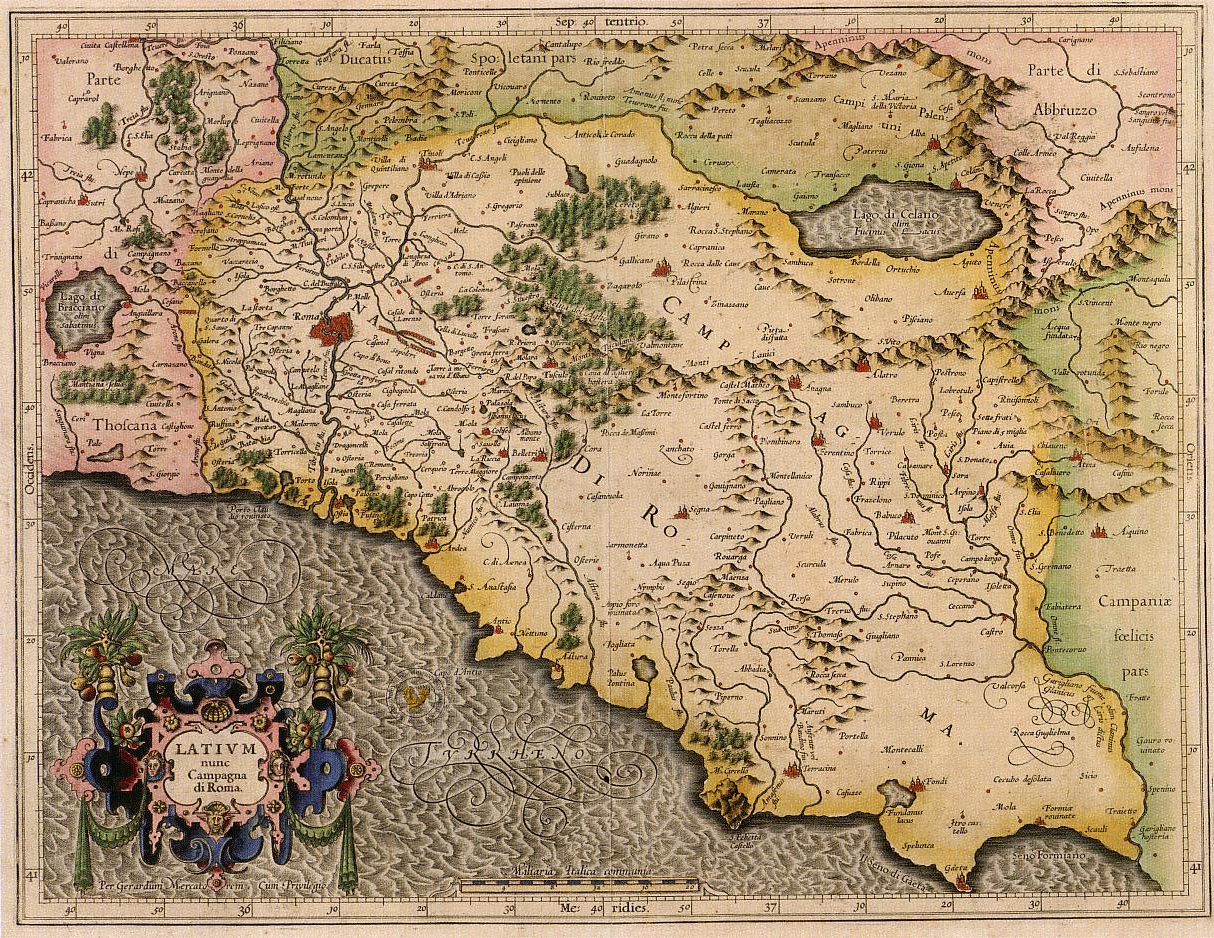
Gerardo Mercatore, Latium, 1589
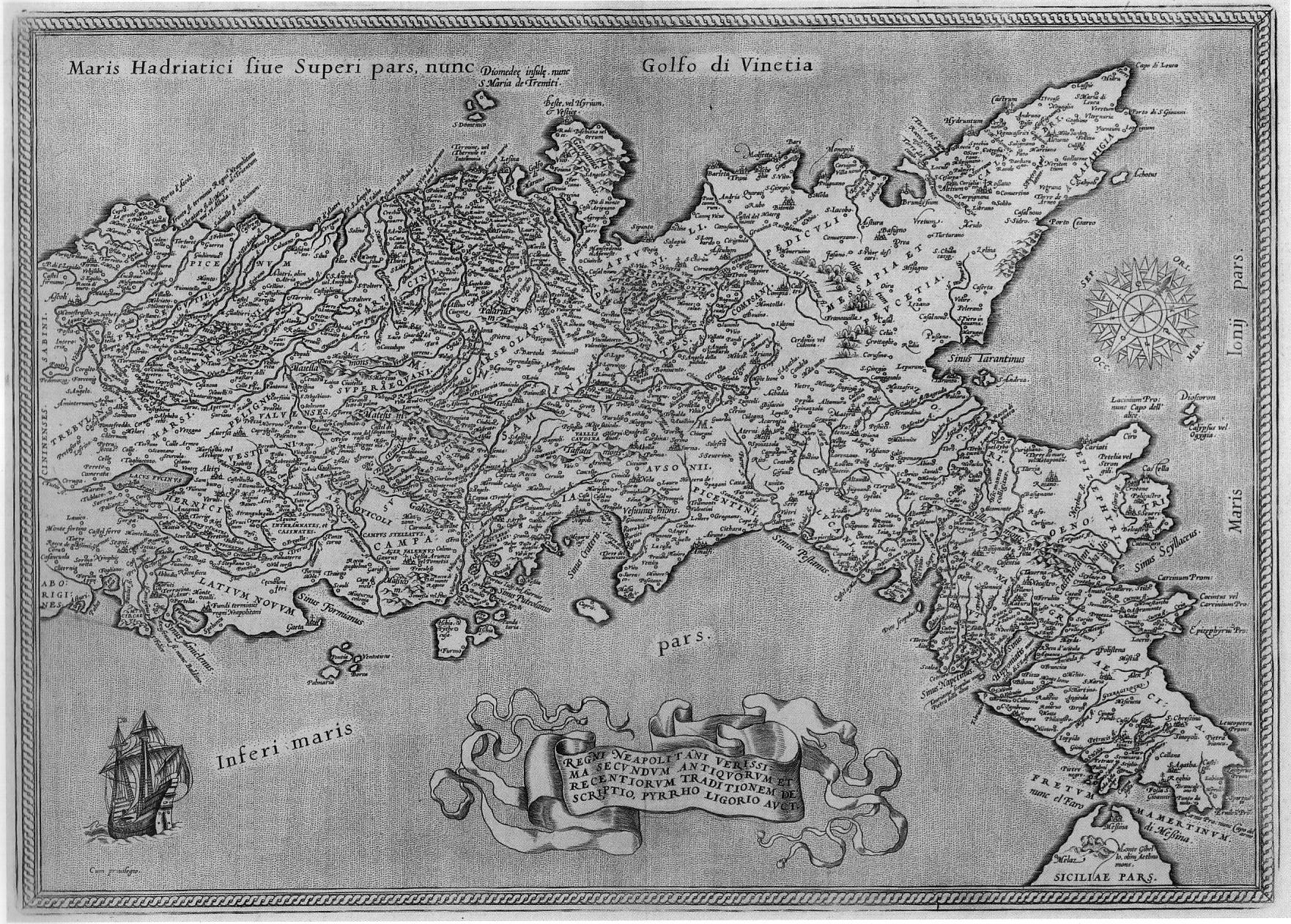
Pirro Ligorio, Regni Neapolitani verissima, 1570; presenta l'indicazione del Latium novum